# Griposia
Griposia är ett släkte av fjärilar som beskrevs av Willie Horace Thomas Tams 1939.  Enligt Catalogue of Life är Griposia istället ett undersläkte i släktet Dichonia. Griposia ingår i familjen nattflyn, Noctuidae.

## Dottertaxa tillGriposia, i alfabetisk ordning[1][2]
- Griposia aprilina Linnaeus, 1758, Grönt ekfly
- Griposia pinkeri Kobes, 1973
- Griposia skyvai Dvorák & Sumpich, 2010
- Griposia wegneri Kobes & Fibiger, 2003